# Зіменко Меланія Іванівна
Мела́нія Іва́нівна Зіме́нко (1910 , Крива Коса, Таганрозький округ, Область Війська Донського, Російська імперія  — невідомо ) — український державний діяч, селянка. Депутат Верховної Ради УРСР першого скликання (1938–1947).

## Біографія
Народилася 1910 року в родині селянина-бідняка в селі Крива Коса, тепер село Сєдове, Новоазовський район, Донецька область.
З 1930 року — колгоспниця, з 1936 року — ланкова колгоспу імені Чубаря (потім — імені РСЧА) села Красноармійське Будьоннівського району Донецької (Сталінської) області. У 1933 році вступила до комсомолу. У 1934 році обрана депутатом сільської ради Будьоннівського району.
26 червня 1938 року була обрана депутатом Верховної Ради УРСР першого скликання по Маріупольській сільській виборчій окрузі № 274 Сталінської області.
Член ВКП(б) з 1940 року.
Під час німецько-радянської війни перебувала в евакуації.
Станом на квітень 1945 року — керуюча Будьоннівської районної молочної контори; директор маслопрому (маслозаводу) Будьоннівського району Сталінської області.